# Branko Vujović
Branko Vujović (ur. 20 kwietnia 1998 w Nikšiciu) – czarnogórski piłkarz ręczny, prawy rozgrywający, od 2015 roku zawodnik Vive Kielce.

## Kariera klubowa
Piłkę ręczną zaczął trenować w wieku 14 lat. Występował w czarnogórskim klubie Sutjeska Nikšić.
W 2015 został zawodnikiem Vive Kielce, z którym podpisał pięcioletni kontrakt. W Superlidze zadebiutował 5 września 2015 w wygranym meczu ze Stalą Mielec, w którym zdobył cztery gole. 20 września 2015 po raz pierwszy znalazł się w kadrze meczowej na spotkanie Ligi Mistrzów z węgierskim Pick Szeged (30:31), natomiast 10 października 2015 w meczu ze szwedzkim IFK Kristianstad (35:27) rzucił dwie pierwsze bramki w LM. W sezonie 2015/2016 wywalczył z Vive mistrzostwo Polski (w lidze rozegrał 18 spotkań i zdobył 32 gole), Puchar Polski oaz wygrał Ligę Mistrzów (osiem meczów, dwie bramki). W sezonie 2016/2017, w którym rozegrał 17 spotkań i zdobył 30 goli, ponownie wywalczył z kielecką drużyną mistrzostwo Polski; sięgnął także po Puchar Polski. W sezonie 2016/2017 występował jednak przede wszystkim w Vive II Kielce – rozegrał 22 mecze i rzucił 167 bramek, zajmując 2. miejsce w klasyfikacji najlepszych strzelców I ligi.
W lipcu 2017 został wypożyczony na dwa lata do RK Celje. W sezonie 2017/2018 zdobył z nim mistrzostwo Słowenii (w ekstraklasie rozegrał osiem meczów i rzucił 12 bramek), Puchar Słowenii oraz Superpuchar Słowenii. Ponadto wystąpił w 13 spotkaniach Ligi Mistrzów, w których zdobył 33 gole, w tym dziewięć w rozegranym 1 listopada 2017 meczu z SG Flensburg-Handewitt (28:33). Rozegrał także 19 spotkań i rzucił 29 bramek w Lidze SEHA, w której jego zespół zajął 3. miejsce.
W lutym 2019 prezes Vive Kielce poinformował, że Vujović w lipcu 2019 wróci do kieleckiej drużyny z wypożyczenia. Jednocześnie zawodnik przedłużył swój kontrakt do końca czerwca 2023.

## Kariera reprezentacyjna
W 2016 uczestniczył w mistrzostwach Europy U-18 dywizji B w Gruzji, w których zdobył 29 goli (był najlepszym strzelcem reprezentacji Czarnogóry U-18) oraz został wybrany najlepszym prawym rozgrywającym turnieju. W 2018 wziął udział w mistrzostwach Europy U-20 dywizji B w Czarnogórze (3. miejsce).
Reprezentant Czarnogóry. 14 czerwca 2015 wystąpił w meczu eliminacyjnym do mistrzostw Europy w Polsce z Islandią (22:34). W listopadzie 2015 został powołany do szerokiej kadry na ME w Polsce (ostatecznie nie wziął udziału w tym turnieju). W czerwcu 2016 zagrał w przegranym dwumeczu kwalifikacyjnym do mistrzostw świata we Francji z Rosją (22:29 i 19:29), zdobywając jedną bramkę w drugim spotkaniu. W czerwcu 2018 zagrał w wygranym spotkaniu z Chorwacją (32:31; zdobył jedną bramkę) w ramach kwalifikacji do mistrzostw świata w Danii i Niemczech (2019). Występował też w meczach eliminacyjnych do ME 2020.
W marcu 2017 redaktor Paweł Kotwica z dziennika „Echo Dnia” poinformował, że Vujović stara się o nadanie polskiego obywatelstwa, co umożliwiłoby mu występy w reprezentacji Polski.

## Sukcesy
Vive Kielce
- Liga Mistrzów: 2015/2016
- Mistrzostwo Polski: 2015/2016, 2016/2017
- Puchar Polski: 2015/2016, 2016/2017

RK Celje
- Mistrzostwo Słowenii: 2017/2018
- Puchar Słowenii: 2017/2018
- Superpuchar Słowenii: 2017
- 3. miejsce w Lidze SEHA: 2017/2018

Indywidualne
- Najlepszy prawy rozgrywający mistrzostw Europy U-18 dywizji B: Gruzja 2016 (Czarnogóra U-18)[9]
- 2. miejsce w klasyfikacji najlepszych strzelców I ligi: 2016/2017 (167 bramek; Vive II Kielce)[5]

## Statystyki
| Klub                 | Sezon     | Liga      | Liga | Liga | Liga | Puchar kraju | Puchar kraju | Puchar kraju | Superpuchar kraju | Superpuchar kraju | Superpuchar kraju | Liga Mistrzów | Liga Mistrzów | Liga Mistrzów | Liga SEHA | Liga SEHA | Liga SEHA | Razem | Razem | Razem |
| Klub                 | Sezon     | Liga      | M    | B    | Śr.  | M            | B            | Śr.          | M                 | B                 | Śr.               | M             | B             | Śr.           | M         | B         | Śr.       | M     | B     | Śr.   |
| -------------------- | --------- | --------- | ---- | ---- | ---- | ------------ | ------------ | ------------ | ----------------- | ----------------- | ----------------- | ------------- | ------------- | ------------- | --------- | --------- | --------- | ----- | ----- | ----- |
| Vive Kielce          | 2015/2016 | Superliga | 18   | 32   | 1,8  | 1            | 4            | 4            | –                 | –                 | –                 | 8             | 2             | 0,3           | –         | –         | –         | 27    | 38    | 1,4   |
| Vive Kielce          | 2016/2017 | Superliga | 17   | 30   | 1,8  | 1            | 4            | 4            | –                 | –                 | –                 | 2             | 0             | 0             | –         | –         | –         | 20    | 34    | 1,7   |
| Vive Kielce          | Razem     | Razem     | 35   | 62   | 1,8  | 2            | 8            | 4            | –                 | –                 | –                 | 10            | 2             | 0,2           | –         | –         | –         | 47    | 72    | 1,5   |
| RK Celje             | 2017/2018 | Liga NLB  | 8    | 12   | 1,5  | 4            | 10           | 2,5          | 1                 | 1                 | 1                 | 13            | 33            | 2,5           | 19        | 29        | 1,5       | 45    | 85    | 1,9   |
| RK Celje             | 2018/2019 | Liga NLB  | 26   | 99   | 3,8  | 5            | 16           | 3,2          | 1                 | 1                 | 1                 | 12            | 47            | 3,9           | –         | –         | –         | 44    | 163   | 3,7   |
| RK Celje             | Razem     | Razem     | 34   | 111  | 3,3  | 9            | 26           | 2,9          | 2                 | 2                 | 1                 | 25            | 80            | 3,2           | 19        | 29        | 1,5       | 89    | 248   | 2,8   |
| Stan na 18 maja 2019 |           |           |      |      |      |              |              |              |                   |                   |                   |               |               |               |           |           |           |       |       |       |